# Монопольная цена
Монопольная цена — цена товаров, отклоняющаяся от цены рынка совершенной конкуренции в условиях олигополии, монополистической конкуренции и монополии. Способность фирмы влиять на цену своей продукции называется рыночной властью. Фирмы, обладающие рыночной властью, называются ценопроизводителями. Используя рыночную власть, монополист, устанавливая цены на готовые товары выше конкурентных, а на сырьё для их производства - ниже конкурентных, получает монопольную прибыль. Рыночная власть возникает путём возникновения естественных или юридических (лицензирование, патенты на изобретения и научно-технические разработки) баръеров, мешающим конкурентам проникнуть на монополизированный рынок и осуществляется различными методами: соглашение о ценах (корнер, картель), уничтожение или скупка конкурирующих фирм (поглощение, создание отраслевых холдингов, организация трестов).
Политика монопольных цен приводит к деформированию рыночных механизмов и снижению экономической эффективности и жизненного уровня граждан: предложение товаров монополистом меньше, а цены на них выше, чем в условиях совершенной конкуренции. Поэтому почти во всех странах мира государственные антимонопольные законы запрещают монополизацию большинства рынков. В России функции осуществления антимонопольных экономических, административных и законодательных мер и контроля за соблюдением антимонопольного законодательства осуществляет Федеральная антимонопольная служба.